# Tretospora xeromphiicola
Tretospora xeromphiicola är en svampart som beskrevs av Arch. Singh, S.K. Singh, R.K. Chaudhary & Budathoki 1994. Tretospora xeromphiicola ingår i släktet Tretospora och familjen Parodiopsidaceae.   Inga underarter finns listade i Catalogue of Life.